# (23833) Mowers
(23833) Mowers est un astéroïde de la ceinture principale d'astéroïdes.

## Description
(23833) Mowers est un astéroïde de la ceinture principale d'astéroïdes. Il fut découvert le 28 août 1998 à Socorro (Nouveau-Mexique) par le projet LINEAR. Il présente une orbite caractérisée par un demi-grand axe de 2,31 UA, une excentricité de 0,20 et une inclinaison de 6,1° par rapport à l'écliptique.

## Compléments